# Nvidia GeForce

Logo seit 2022

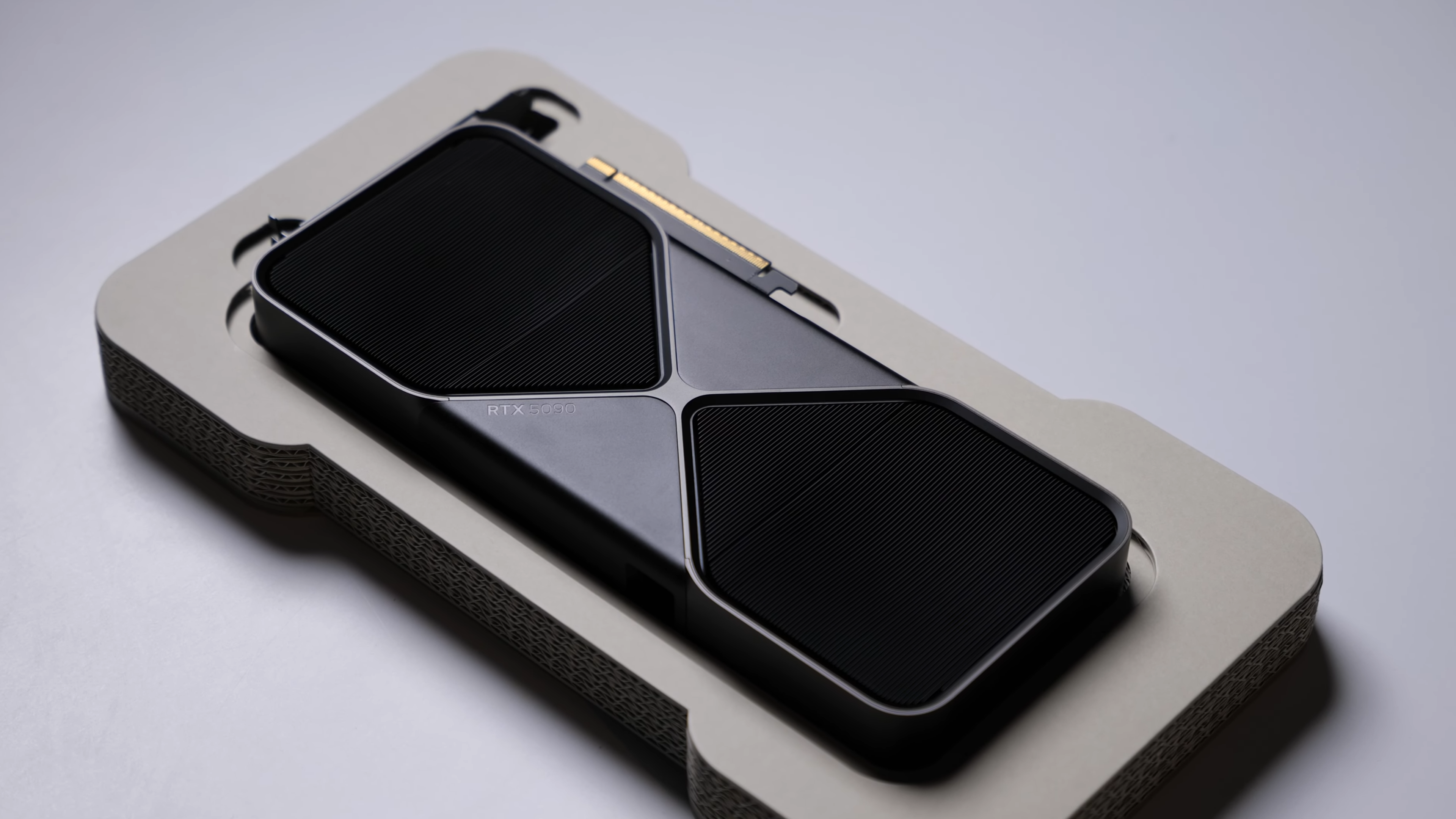
Das aktuelle Flaggschiffmodell, die Nvidia GeForce RTX 5090, in der Founders Edition (Stand 2025)

Nvidia GeForce (zusammengesetzt aus geometry, englisch für Geometrie und force, englisch für Stärke/Kraft; Wortspiel auf g force, englisch für Erdbeschleunigung) ist ein Markenname für PC-Grafikprozessoren des Herstellers Nvidia und Nachfolger der Riva-Familie.
Die GeForce-Grafikkarten sind seit 1999 auf dem Markt und konkurrieren hauptsächlich mit der Radeon-Produktfamilie von AMD und seit ihrer Markteinführung im Jahr 2022 auch mit Intels Arc-Reihe.

## Modellfamilie
Neben den Modellen für den Desktop-Einsatz gibt es auch GeForce-Karten für Notebooks (GeForce Go bzw. GeForce M) und Modelle für Mobiltelefone (GoForce). Nvidia-Grafikkarten für den professionellen Einsatz werden unter dem Namen Quadro vertrieben.

## Geschichte

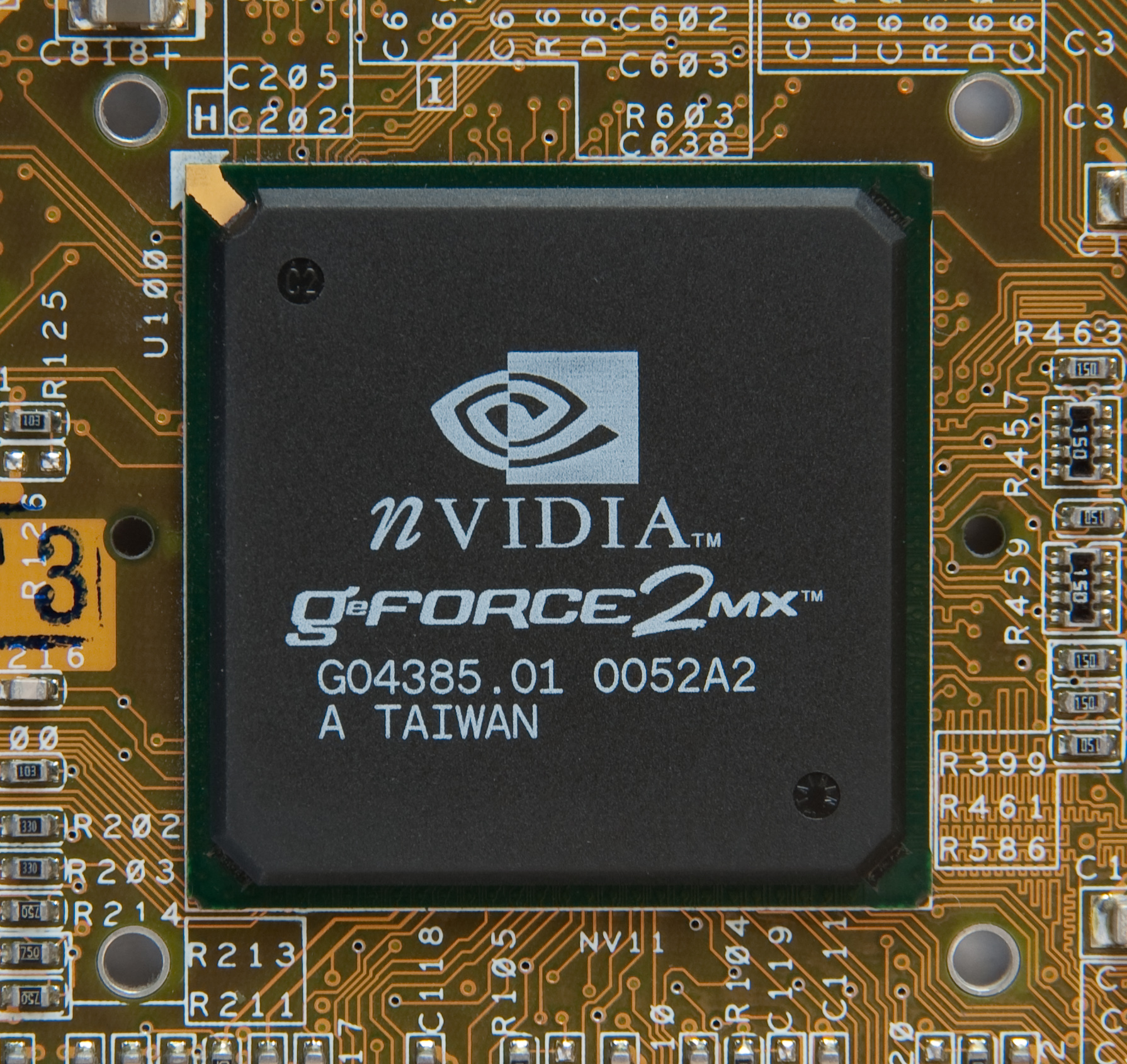
GPU einer GeForce2 MX

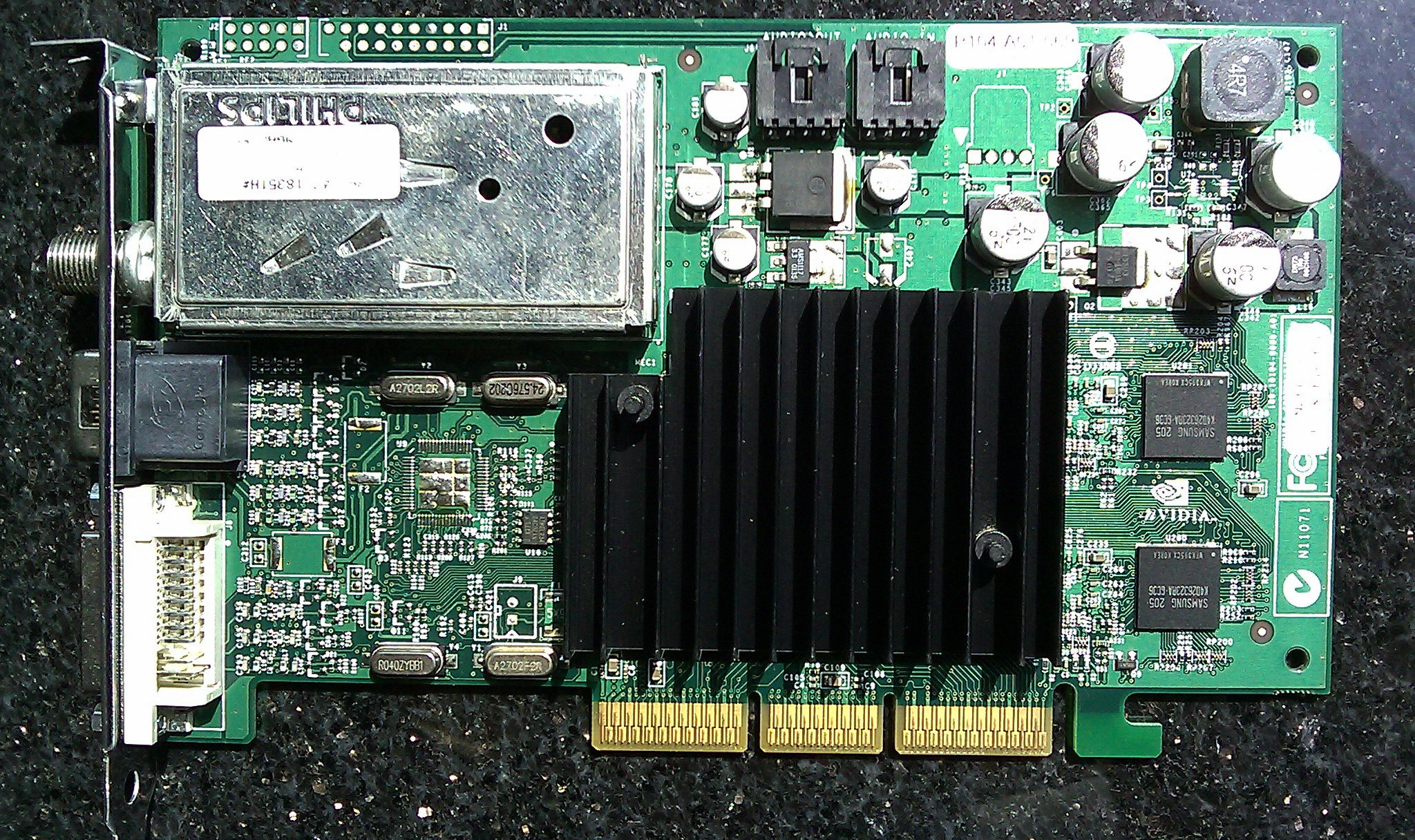
GeForce-4-TV-Karte

Mit der GeForce-Serie von der ersten bis zur vierten Generation konnte Nvidia die Performance-Führerschaft behalten und sich gegen Konkurrenten wie 3dfx, Matrox und ATI Technologies durchsetzen. Die mit FX 5xxx bezeichnete fünfte Generation hatte allerdings von Anfang an Schwierigkeiten und erreichte nicht die Leistung der Radeon-9000-Serie des Mitbewerbers ATI Technologies, wodurch Nvidia in Bedrängnis kam. Seitdem liefern sich ATI, inzwischen von AMD übernommen, und Nvidia einen wechselhaften Kampf um die „Performance-Krone“.

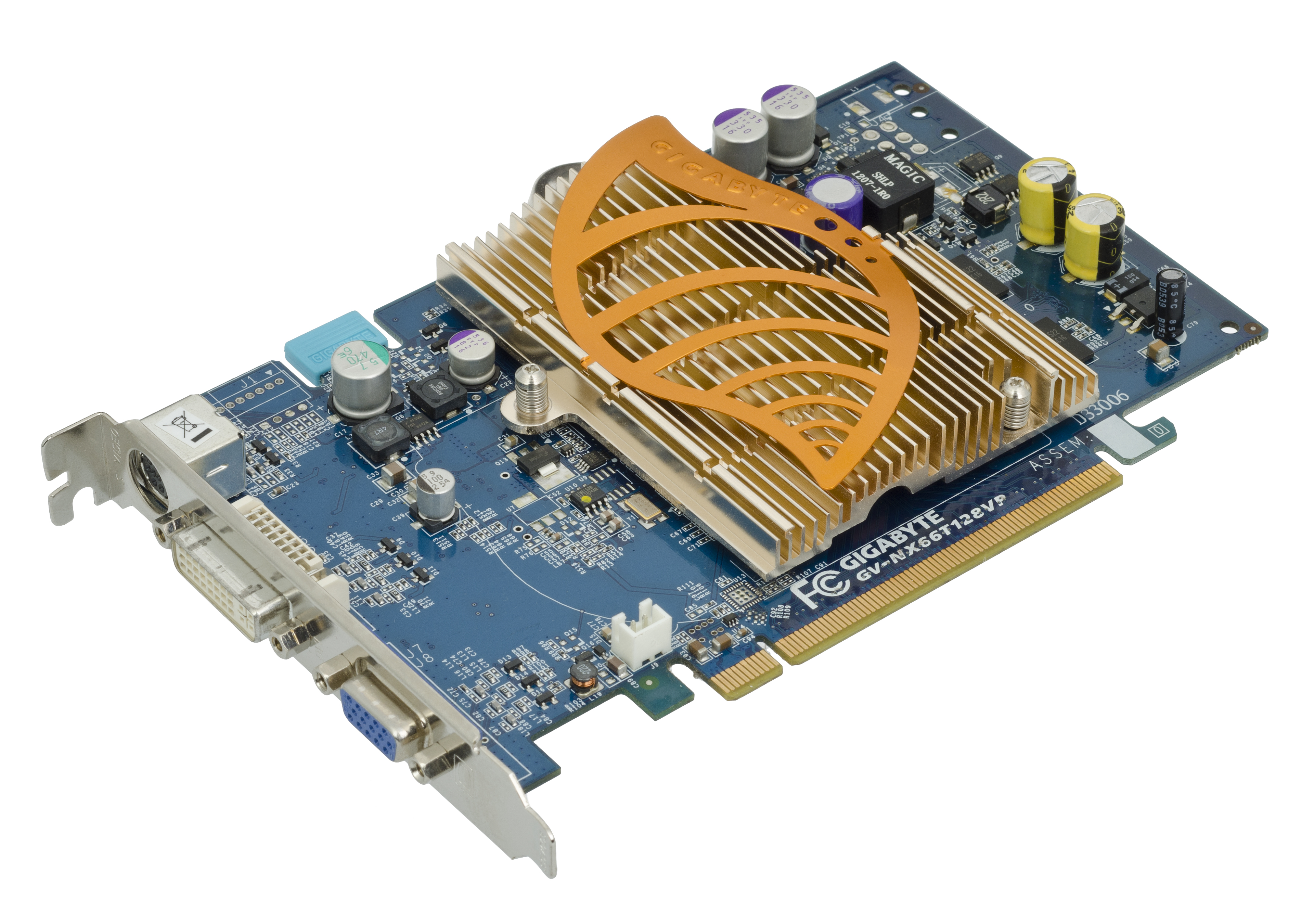
Grafikkarte GeForce 6600 GT von Gigabyte Technology

Der erste Vertreter der sechsten Generation, die GeForce 6800 Ultra mit dem neu entwickelten NV40-Chip, hat sich indes bei ersten Tests als deutlich leistungsfähiger als alle bisherigen Chips erwiesen, wurde jedoch wenige Tage später von ATIs Konkurrenzprodukt X800 XT PE wieder knapp von der Leistungsspitze verdrängt. Die beiden Karten sind in der Leistung in etwa ebenbürtig und unterscheiden sich nur in den verwendeten Techniken, ATIs nachgelegter Refresh-Chip R480 (unter anderem X850 XT PE) konnte sich allerdings später klar gegenüber der 6800 Ultra positionieren.
Die Reihe GeForce-FX-5 verwendet das Shader-Model Version 2.0a, während die vorherigen Modelle lediglich Version 1.3 unterstützen. Seit der GeForce-6-Reihe setzt Nvidia auf das Shader-Model Version 3.0, welches als erstes von dem Spiel Far Cry unterstützt wurde. Hauptkonkurrent ATI konnte erst im Herbst 2005 mit der Radeon-X1-Serie ein entsprechendes Konkurrenzprodukt mit Unterstützung für das Shader-Model Version 3.0 nachlegen. Ebenfalls seit der GeForce-6-Serie bietet Nvidia die Möglichkeit, Grafikkarten mithilfe der Scalable-Link-Interface-Technologie, kurz SLI, zusammenarbeiten zu lassen. Dabei teilen sich zwei identische Grafikkarten den Berechnungsaufwand, was zu Leistungssteigerungen von maximal 80 % gegenüber einer einzelnen Karte führt.
Mit der Einführung der GeForce-8-Serie im November 2006 bot Nvidia als erstes Unternehmen Grafikprozessoren mit DirectX-10-Unterstützung an. Damit verbunden ist auch eine Unterstützung des neuen Shader-Models Version 4.0.

## Treiber-Unterstützung
Die Treiber für Nvidia-Grafikchips werden laufend weiterentwickelt und erscheinen in unregelmäßigen Abständen. Seit einigen Jahren werden neben den Treibern für Mac OS und Windows auch Treiber für Linux, FreeBSD und für Solaris bereitgestellt.
Die Grafiktreiber hatten bis zur Version 4x.xx die Bezeichnung „Detonator“ (in Anspielung auf den Namen der Riva-TNT-Serie), von Versionsnummer 5x.xx bis 16x.xx wurden diese von Nvidia als „ForceWare“ bezeichnet (hier wird auf den Namen GeForce angespielt). Neuere Treiber werden nun unter der Bezeichnung „GeForce“ vertrieben. Die meisten Treiber werden auch WHQL-zertifiziert.
Auch unter ZETA werden mittlerweile alle bekannten GeForce-Grafikkarten unterstützt. Die Treiber werden im Haiku-Projekt ständig weiterentwickelt. Für alle GeForce-Grafikchips bis NV18 ist mittlerweile auch HW-OGL implementiert.

### Stereo-3D-Treiber
Zusätzlich zu den eigentlichen Grafiktreibern existieren für GeForce-Grafikkarten auch Stereo-3D-Treiber. Diese ermöglichen im Zusammenspiel mit einem Grafiktreiber gleicher Version eine stereoskopische Ausgabe von OpenGL- oder DirectX-Grafik, was mit den meisten 3D-Anwendungen ohne Anpassungen genutzt werden kann. Um einen dreidimensionalen Eindruck zu erzeugen, produziert der Treiber bei einem gewöhnlichen Monitor anaglyphe Bilder (rot/cyan), die durch eine entsprechende Farbbrille betrachtet werden müssen. Alternativ kann bei einem Bildschirm mit kurzer Nachleuchtzeit (die meisten CRTs und spezielle 120-Hz-LCDs) eine Shutterbrille verwendet werden. Neuerdings gibt es aber auch Bildschirme (unter anderem von Zalman), die es dank geschickter Blickwinkelbegrenzung schaffen, ein räumliches Bild ohne Brille darzustellen.
Auf der CES 2009 in Las Vegas stellte Nvidia eine drahtlose Shutterbrille mit dem Namen „3D Vision“ vor. Voraussetzung für den Einsatz sind eine GeForce-Grafikkarte sowie ein Display, das mindestens mit einer Bildwiederholrate von 100 Hz angesteuert werden kann. Dabei ist zu beachten, dass die meisten sogenannten 100-Hz-LCDs, vor allem Fernseher, 100 Hz nur durch das mehrfache Anzeigen von Bildern erreichen und nicht mehr als 60 Hz tatsächliche Bildinhalts-Wechsel unterstützen, um die es hier geht. Sie sind daher nicht geeignet für die Verwendung mit der 3D-Vision-Brille. Momentan gibt es die 3D-Brille in einem Set mit dem 3D Vision Kit. Mit diesem Kit kann man die Stärke des 3D-Effektes einstellen. Außerdem kann man mit der beigelegten Software auch das Rot-Grün-System aktivieren, die dazu benötigte Brille ist nicht im Set enthalten.

## Grafikprozessoren
Die Codenamen der Grafikprozessoren (GPUs) haben eine Kennung der Form NVxx bzw. Gxx / Cxx. Die Nummerierung entspricht einem einfachen Schema: Ganze 10er-Stellen sind stets das erste Produkt einer Serie/Produktfamilie und meistens auch deren Flaggschiff. Bei Prozessoren mit höheren Nummern ist also nicht notwendigerweise die Grafikleistung verbessert worden, so ist der NV20 (GeForce 3 Titanium 200/500) in vielen Bereichen schneller als der NV34-Chipsatz, der in den GeForce FX 5200 Verwendung findet.
Teilweise basieren verschiedene Grafikkarten auf der gleichen GPU und werden nur durch interne Mechanismen eingeschränkt, so werden aufgrund von Produktionsfehlern z. B. Pipelines gesperrt oder die Taktfrequenz verringert (siehe Stepping). Häufig werden auch verschiedene GPUs für dasselbe Modell verwendet – z. B. wenn eine neuere Revision des Chips vorliegt bzw. überarbeitet wurde.
Zu beachten ist, dass sich alle GPUs mit nativer AGP-Schnittstelle problemlos auch bei PCI-Grafikkarten einsetzen lassen. Ähnlich verhält es sich mit GPUs mit nativer PCIe-Schnittstelle, diese lassen sich mittels eines Brückenchips (High-Speed Interconnect) auch für AGP-Grafikkarten und umgekehrt nutzen.

## Modellreihen
| GeForce-256-Serie GeForce-2-Serie GeForce-3-Serie GeForce-4-Serie GeForce-FX-Serie GeForce-6-Serie GeForce-7-Serie GeForce-8-Serie GeForce-9-Serie | GeForce-100-Serie (Tesla) GeForce-200-Serie (Tesla) GeForce-300-Serie (Tesla) GeForce-400-Serie (Fermi) GeForce-500-Serie (Fermi) GeForce-600-Serie (Kepler) GeForce-700-Serie (Kepler bzw. Maxwell) GeForce-900-Serie (Maxwell) | GeForce-10-Serie (Pascal) GeForce-16-Serie (Turing) GeForce-20-Serie (Turing) GeForce-30-Serie (Ampere) GeForce-40-Serie (Lovelace) GeForce-50-Serie (Blackwell) | Quadro-Serie Titan-Serie (ab der 700-Serie) |